# Monasterio de San Bishoi

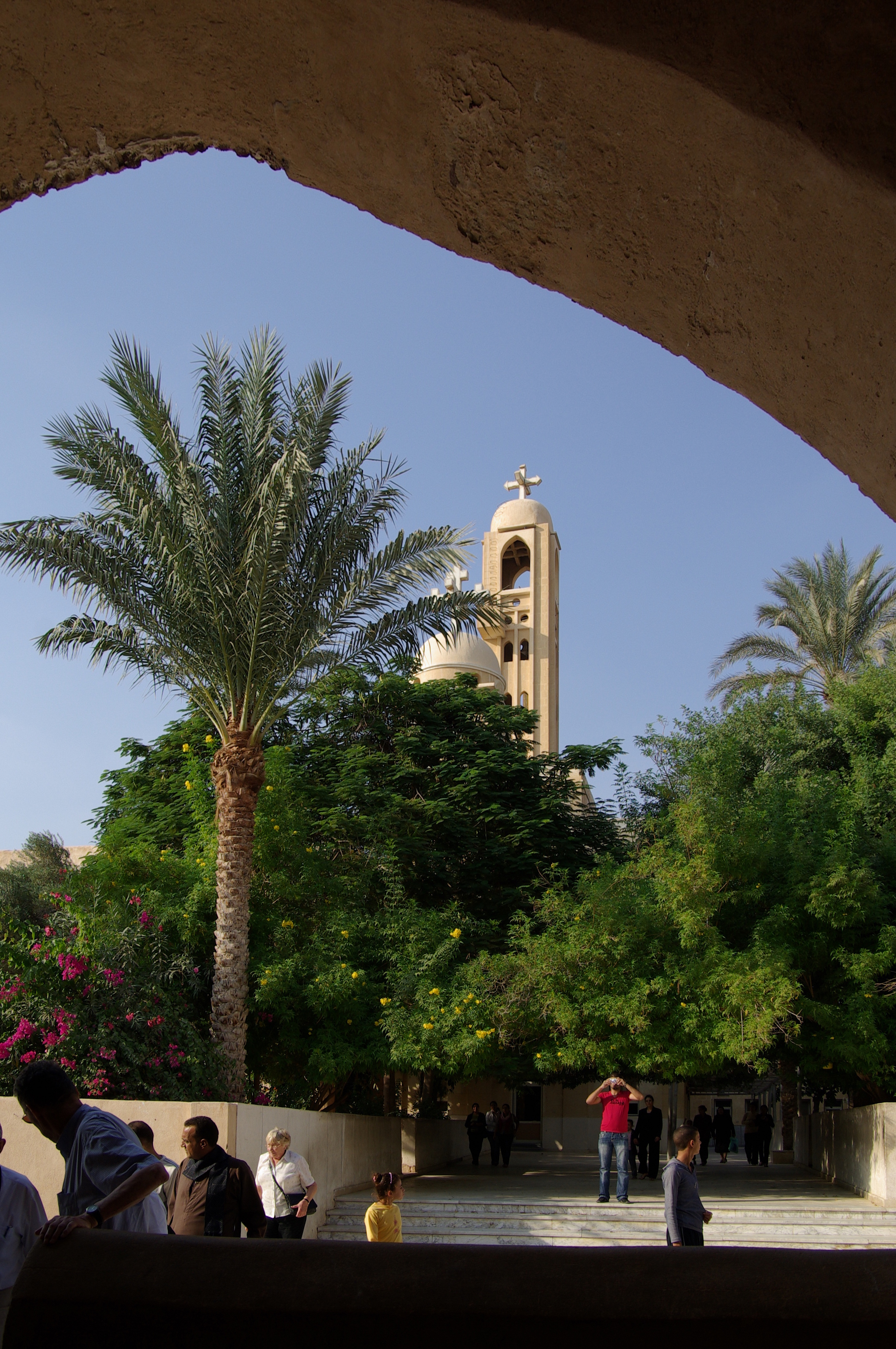
Monasterio de San Bishoi

El Monasterio de San Bishoi (también Bishoy, Pshoi, o Bishoi) en Uadi Natrun, en la Gobernación de Behera, Egipto, llamado así en honor de Bishoi de Nitria, es el monasterio más famoso de la Iglesia copta ortodoxa de Alejandría. Es el monasterio situado más al este de los cuatro monasterios de Uadi Natrun.

## Fundación e historia antigua
San Bishoi fundó este monasterio en el siglo IV. El 13 de diciembre de 841 (4 de koiak del 557), dando cumplimiento a los deseos del santo, el papa José I de Alejandría trasladó a este monasterio los cuerpos incorruptos de Bishoi y de Pablo de Tamma, originariamente enterrados en el Monasterio de San Bishoi en Deir el-Bersha. Actualmente, ambos cuerpos se encuentran en la iglesia principal del monasterio.

## Historia moderna

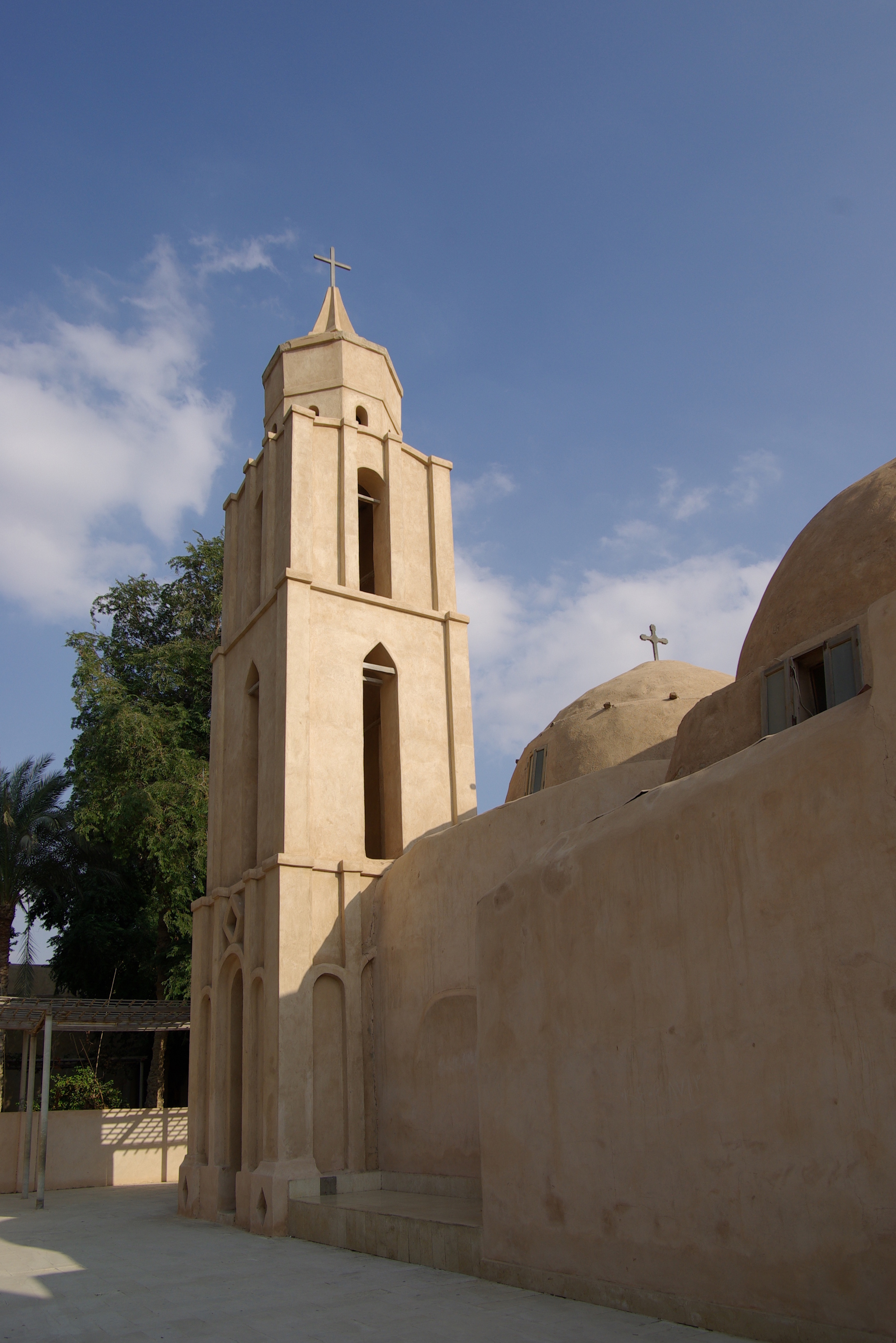
Monasterio de San Bishoi

El Monasterio de San Bishoi conserva las reliquias de san Bishoi, san Pablo de Tammah y las de otros santos. Quienes lo han visto aseguran que el cuerpo de san Bishoi permanece incorrupto. El papa Shenouda III de Alejandría también está enterrado allí.
El monasterio cuenta con cinco iglesias, la principal de ellas consagrada a san Bishoi. Las otras iglesias están consagradas a la Virgen María, san Abaskirón el Soldado, san Jorge y san Miguel arcángel. El monasterio está rodeado por una muralla, construida en el siglo V para protegerlo contra los ataques de  los Bereberes. Se construyó un primer castillo a principios del siglo XX, pero fue posteriormente reemplazado por un castillo cuatro plantas construido por el papa Shenouda III. Además, el monasterio cuenta con un pozo conocido como el Pozo de los Mártires. Según la tradición copta, los bereberes limpiaron sus espadas en este pozo después de haber matado a los Cuarenta y Nueve Mártires de Escete y posteriormente arrojaron en él sus cuerpos, antes de que los cristianos recuperaran los cuerpos y pudieran enterrarlos en el cercano Monasterio de San Macario el Grande.
Bajo Shenouda III, papa de la Iglesia copta ortodoxa entre 1971 y 2012, se adquirieron y pusieron en valor nuevos terrenos alrededor del monasterio. Se construyeron espacios destinados a la cría de aves de corral y ganado y a la fabricación de productos lácteos. Se restauraron iglesias y edificios antiguos y se construyeron celdas para los monjes, casas de retiro, una residencia papal, unos anexos para un área de recepción, un auditorio, salas de conferencias, vallas y puertas de acceso. Tras su muerte, en marzo de 2012, Shenouda III fue enterrado en el monasterio.

## Papas procedentes del Monasterio de San Bishoi
1. Papa Gabriel VIII de Alejandría (1525-1570)
2. Papa Macario III de Alejandría (1942-1945)

## Abad
Entre 2015 y 2020, año de su muerte, el obispo y abad del Monasterio de San Bishoi fue el padre Sarapamon.

## Otros monasterios bajo la advocación de San Bishoi

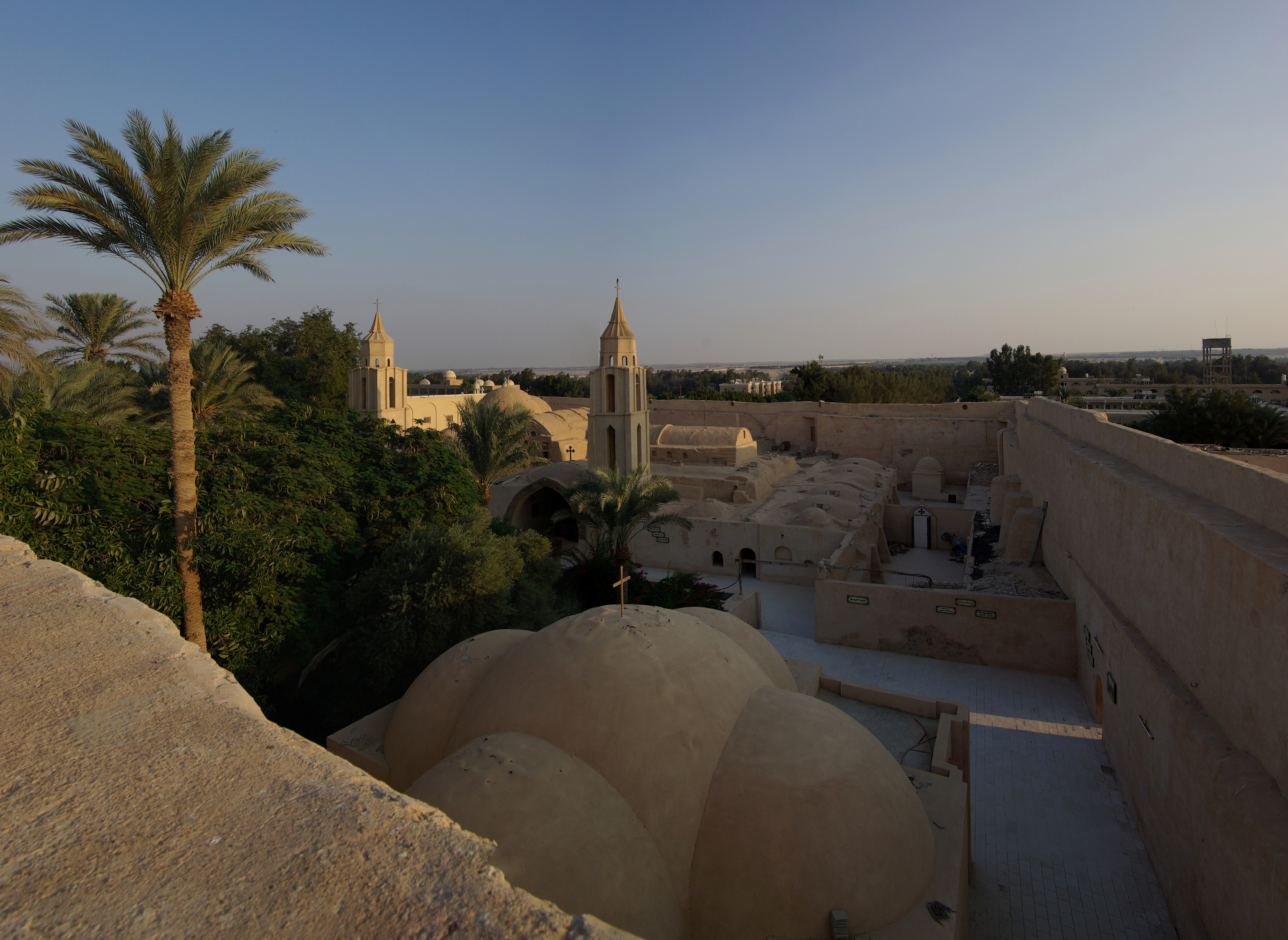
Monasterio de San Bishoi

- El Monasterio de San Bishoi en Deir El Barsha, situado cerca de Mallawi
- El Monasterio de San Bishoi en Armant, situado al este de Armant

## Otros monasterios de Uadi Natrun (Escete)
- Monasterio de San Macario el Grande
- Monasterio de Santa María Deipara o Monasterio Sirio
- Monasterio Paromeos